# Marcus Johansson (Skilangläufer)
Marcus Johansson (* 21. März 1990) ist ein schwedischer Skilangläufer.

## Werdegang
Johansson startete erstmals im Februar 2009 in Ulricehamn im Scandinavian Cup. Im Rollerski wurde er im Jahr 2013 zweifacher Schwedischer Meister und belegte bei den Rollerski-Weltmeisterschaften Platz sechs über 20 km Freistil sowie Rang vier im Berglauf in der klassischen Technik. Im Rollerski-Weltcup 2014 gewann er zwei Einzelrennen sowie an der Seite von Victor Gustafsson einen Teamsprint und entschied die Weltcup-Gesamtwertung für sich. In der Saison 2019/20 wurde er beim Kaiser-Maximilian-Lauf und Toblach–Cortina jeweils Dritter und errang damit den sechsten Platz in der Gesamtwertung der Ski Classics.

## Erfolge

### Siege im Rollerski-Weltcup im Einzel
| Nr. | Datum         | Ort       | Disziplin                             |
| --- | ------------- | --------- | ------------------------------------- |
| 1.  | 20. Juni 2014 | Oroslavje | 6 km Berglauf Freistil Massenstart    |
| 2.  | 26. Juli 2014 | Sollefteå | 4,5 km Berglauf klassisch Massenstart |

### Siege im Rollerski-Weltcup im Team
| Nr. | Datum              | Ort           | Disziplin                         |
| --- | ------------------ | ------------- | --------------------------------- |
| 1.  | 21. September 2013 | Toblach       | Teamsprint Freistil 1             |
| 2.  | 21. September 2014 | Val di Fiemme | 10 × 2,3 km Teamsprint Freistil 2 |